# 龍燮
龙燮（1640年2月8日—1697年9月25日），字理侯，一字二为，号石楼、改庵、雷岸、桂崖，晚号琼花主人，江南望江县（今属安徽）人。

## 生平
康熙十八年，举博学鸿词，列二等，授翰林院检讨。因事左迁大理寺评事。官至中允。
龙燮有诗名，常与王士祯、庞皑等相唱和。亦工词曲。曾作传奇《琼花梦》，杂剧《芙蓉城》。